# Dobele (krater)
Dobele – krater uderzeniowy na Łotwie, w skałach pod miastem Dobele. Krater nie jest widoczny na powierzchni.
Wiek krateru został oceniony na około 290 milionów lat, czyli powstał on na początku permu. Został utworzony przez uderzenie niewielkiej planetoidy, która trafiła w skały osadowe, a następnie pogrzebany pod młodszymi osadami.